# أبي (نبراسكا)
أبي (بالإنجليزية: Abie, Nebraska)‏ هي منطقة سكنية تقع في الولايات المتحدة في مقاطعة بوتلر، نبراسكا. يقدر عدد سكانها بـ 69 نسمة حسب تعداد الولايات المتحدة 2010 ومساحتها 0.28 كم2 وترتفع عن سطح البحر 446 متر.

## التركيبة السكانية

### تعداد عام 2000
بلغ عدد سكان أبي 108 نسمة بحسب تعداد عام 2000، وبلغ عدد الأسر 40 أسرة وعدد العائلات 27 عائلة مقيمة في القرية. في حين سجلت الكثافة السكانية 984.6 نسمة لكل ميل مربع (380.2/كم2). وبلغ عدد الوحدات السكنية 46 وحدة بمتوسط كثافة قدره 419.4 نسمة لكل ميل مربع (161.9/كم2).
وتوزع التركيب العرقي للقرية بنسبة 100.00% من البيض.بلغ عدد الأسر 40 أسرة كانت نسبة 42.5% منها لديها أطفال تحت سن الثامنة عشر تعيش معهم، وبلغت نسبة الأزواج القاطنين مع بعضهم البعض 57.5% من أصل المجموع الكلي للأسر، ونسبة 10.0% من الأسر كان لديها معيلات من النساء دون وجود زوج، وكانت نسبة 32.5% من غير العائلات. تألفت نسبة 27.5% من أصل جميع الأسر من أفراد ونسبة 17.5% كانوا يعيش معهم شخص وحيد يبلغ من العمر 65 عاماً فما فوق.
بلغ العمر الوسطي للسكان 34 عاماً. وكانت نسبة 33.3% من القاطنين تحت سن الثامنة عشر، وكانت نسبة 7.4% بين الثامنة عشر والأربعة وعشرون عاماً، ونسبة 30.6% كانت واقعةً في الفئة العمرية ما بين الخامسة والعشرون حتى والأربعة وأربعون عاماً، ونسبة 13.0% كانت ما بين الخامسة والأربعون حتى الرابعة والستون، ونسبة 15.7% كانت ضمن فئة الخامسة والستون عاماً فما فوق.

### تعداد عام 2010
بلغ عدد سكان أبي 69 نسمة بحسب تعداد عام 2010، وبلغ عدد الأسر 34 أسرة وعدد العائلات 19 عائلة مقيمة في القرية. في حين سجلت الكثافة السكانية 627.3 نسمة لكل ميل مربع (242.2/كم2). وبلغ عدد الوحدات السكنية 47 وحدة بمتوسط كثافة قدره 427.3 لكل ميل مربع (165.0/كم2).
وتوزع التركيب العرقي للقرية بنسبة 100.0% من البيض.بلغ عدد الأسر 34 أسرة كانت نسبة 23.5% منها لديها أطفال تحت سن الثامنة عشر تعيش معهم، وبلغت نسبة الأزواج القاطنين مع بعضهم البعض 47.1% من أصل المجموع الكلي للأسر، ونسبة 5.9% من الأسر كان لديها معيلات من النساء دون وجود زوج، بينما كانت نسبة 2.9% من الأسر لديها معيلون من الذكور دون وجود زوجة، وكانت نسبة 44.1% من غير العائلات. تألفت نسبة 32.4% من أصل جميع الأسر من أفراد ونسبة 20.5% كانوا يعيش معهم شخص وحيد يبلغ من العمر 65 عاماً فما فوق. وبلغ الحجم الوسطي للأسر 2.53، أما الحجم الوسطي للعائلات فبلغ 2.03.
بلغ العمر الوسطي للسكان 49.1 عاماً. وكانت نسبة 15.9% من القاطنين تحت سن الثامنة عشر، وكانت نسبة 5.8% بين الثامنة عشر والأربعة وعشرون عاماً، ونسبة 15.9% كانت واقعةً في الفئة العمرية ما بين الخامسة والعشرون حتى والأربعة وأربعون عاماً، ونسبة 40.5% كانت ما بين الخامسة والأربعون حتى الرابعة والستون، ونسبة 21.7% كانت ضمن فئة الخامسة والستون عاماً فما فوق.